# حلقه سگمانی بین‌استرومایی قرنیه

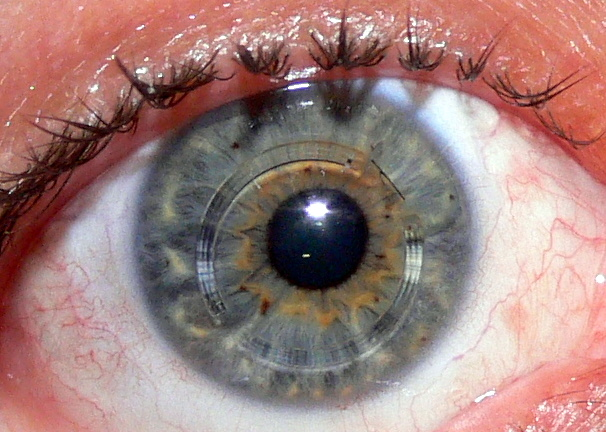
یک جفت از حلقه قرنيه ای پس از درج در قرنیه

یک حلقه سگمانی بین استرومایی قرنیه (icr ها) (همچنین به عنوان حلقه قرنیه ای بین استرومایی ، قرنیه ایمپلنت یا اینسرت قرنیه شناخته می شود) یک دستگاه کوچک کاشته شده در چشم برای تصحیح بینایی است. این روش توسط یک چشم پزشک انجام میگیرد که با یک برش کوچک در قرنیه چشم ، دو هلال یا نیم دایره حلقه مانند بین لایه های استروما قرنیه ،یکی در هر طرف از مردمک ، کار می گذارد. دو حلقه در قرنیه برای فلت کردن قرنیه و نیز تغییر انکسار نور عبوری به چشم  تعبیه می شوند.

## طراحی
حلقه سگمانی بین استرومایی قرنیه در طرح ها و انواع مختلفی وجود دارد، از جمله اینتکس (امریکا) کرارینگ (برزیل) فرارا (برزیل) و اینتراسگ.

## استفاده های پزشکی
رینگ های قرنیه ای بین استرومایی در اصل برای درمان خفیف نزدیک بینی استفاده می شد. برای این منظور ، آنها تا حد زیادی توسط لیزر اگزایمر جایگزین شده است ، که دقت بهتری دارد. آنها در حال حاضر بیشتر برای درمان خفیف تا متوسط قوزقرنیه استفاده می شود. حلقه های قرنیه ای بین استرومایی در سال 2004 توسط اداره غذا و دارو برای افراد مبتلا به قوزقرنیه که بینایی آنها با عینک و لنز تماسی به اندازه کافی نمی‌رسد، و آنهایی که پیوند قرنیه تنها راه جایگزین است ، تایید کرد. آنها تحت تاییدیه HUD قرار گرفته اندکه به این معنی است که تولید کننده مجبور به نشان دادن میزان اثر آن نمی‌باشد. با توجه به FDA این محصولات توسط افرادی که "می توانند به دید عملکردی در روزمره با لنز تماسی برسند نباید استفاده شود."